# McConnelsville
McConnelsville è una località degli Stati Uniti d'America, capoluogo della contea di Morgan, nello Stato dell'Ohio.